# Prolagus oeningensis
Prolagus oeningensis es un lagomorfo extinto y la especie tipo de su género, Prolagus. Vivió entre hace 15.97 y 7.75 millones de años, existiendo sobre 8 millones de años.

## Rango
La especie se ha encontrado en varias localidades a lo largo de Europa y Asia. Su nombre viene del pueblo de Öhningen, Alemania, su  localidad tipo  en la Molasa Superior de Agua Dulce.

## Dieta
La especie fue probablemente un herbívoro como el resto de lagomorfos existentes.